# New Milford (condado de Litchfield)
New Milford es un lugar designado por el censo ubicado en el condado de Litchfield en el estado estadounidense de Connecticut. En el año 2010 tenía una población de 6,523 habitantes.

## Geografía
New Milford se encuentra ubicado en las coordenadas 41°35′3″N 73°24′21″O / 41.58417, -73.40583.